# Tough Love: Best of the Ballads
Tough Love: Best of Ballads è una raccolta del gruppo musicale rock statunitense Aerosmith, pubblicato il 10 maggio 2011 dall'etichetta discografica Geffen Records.

## Tracce
Versione USA
1. Angel – 5:08
2. Amazing – 5:35
3. Love in an Elevator – 5:23
4. Cryin’ – 5:09
5. What It Takes – 5:12
6. Rag Doll – 4:24
7. Crazy – 5:17
8. Deuces Are Wild – 3:34
9. Livin’ on the Edge – 6:22
10. Blind Man – 3:58
11. Janie's Got a Gun – 5:29
12. Dream On – 4:24

Versione UK
1. I Don't Want to Miss a Thing – 5:00
2. Angel – 5:08
3. Amazing – 5:35
4. Love in an Elevator – 5:09
5. Pink – 3:55
6. Cryin' – 5:09
7. What It Takes – 5:12
8. Rag Doll – 4:24
9. Crazy – 5:17
10. Deuces Are Wild – 3:34
11. Livin' on the Edge – 5:29
12. Blind Man – 3:58
13. Magic Touch – 4:37
14. Janie's Got a Gun – 5:29
15. Sweet Emotion – 3:15
16. Dream On – 4:24